# Tours préliminaires de la Coupe de Belgique de football 2020-2021
Navigation
Édition précédente Édition suivante
Cette page présente le déroulement et les résultats des cinq premiers tours préliminaires de la Coupe de Belgique 2020-2021. Ces cinq tours sont joués du 1er août 2020 au 11 octobre 2020 (total du nombre de rencontres non connu avec précision).
Le nom commercial de l'épreuve demeure la « Croky Cup », du nom d'une marque de chips.
Cette édition est la quatrième après la réforme de la hiérarchie des divisions au sein du football belge réalisée en vue de la saison 2016-2017. Toutefeois, c'est la première édition avec la nouvelle appellation des niveaux 3 à 5 de la pyramide belge. Les D1 Amateur, D2 Amateur et D3 Amateur deviennent respectivement Nationale 1, Division 2 ACFF ou VV et Division 3 ACFF ou VV. Notons aussi quand dans de nombreuses publications la fédération parle également de « Nationale 2 » et « Nationale 3 »,.

## Tirage au sort initial
Le tirage au sort des cinq tours préliminaires se déroule en deux temps. Les quatre premiers tours est effectués le mardi 14 juillet 2020 à 10h00, au siège de la fédération fédérale. Le programme du cinquième tour sera tiré plus tard. Ceci en raison de la situation épineuse de certains clubs, lesquels contestent le verdict de la saison précédente arrêtée abruptement par la crise du Covid-19.
Ainsi le K. RS Waasland Beveren SK conteste sa relégation de D1A en D1B.
Recours et actions en justice diverses pour le R. Excelsior Virton dont la direction n’accepte pas le refus de licence qu’elle subit et qui renvoie le «matricule 200» en Nationale 2 (nouvelle appellation de la Division 2 amateur, soit un glissement du 2e au 4e niveau.
Par ailleurs, le K. SV Roeselare (matricule ) est financièrement sur la corde raide. La faillite est proche pour le club sans licence et qui doit quitter la D1B. Mais début juillet 2020 quelques jours après le tirage initial des Tours préliminaires de la coupe 20-21, le cercle flandrien est repris et sauvé.
Pour les résultats de l'épreuve à partir des seizièmes de finale, voir Coupe de Belgique de football 2020-2021.

## Fusions - Changements d'appellation
- Au terme de la saison 2019-2020, le R. Olympic Charleroi Châtelet Farciennes (matricule 246) change sa dénomination officielle et redevient le (Royal) Olympic Club de Charleroi (246).

- À la suite de la faillite et de la disparition du K. SC Lokeren Oost-Vlaanderen[5] (matricule 282), le club du K. SV Temse (matricule 4297) déménage vers Lokeren et prend l’appellation de (K.) SC Lokeren-Temse (4297). La presse évoque une fusion entre les deux entités. Celle-ci reste à vérifier car il s’agit peut-être d’un emploi erroné du terme "fusion" et qu'il ne s'agisse que d'un déménagement accompagné d'un changement d'appellation[6].

- En juin 2020, le R. Albert Quévy-Mons (Division 3 Amateur) change son appellation pour devenir la « Renaissance Albert Elisabeth Club de Mons 44 » (toujours sous le « matricule 4194 »). Le club est alors familièrement appelé « Renaissance Mons 44 », notamment dans les médias. Par ailleurs, une demande spécifique est transmise à la RBFA afin d'être autorisé à pourvoir employer la dénomination  « Royal Albert Elisabeth Club de Mons » à partir de l'exercice 2021-2022. Le club espère récupérer l'ancien « matricule 44 » en 2026.

## Fonctionnement - Règlement
La Coupe de Belgique est jouée par matches à élimination directe. Les équipes de Division 1 (Jupiler Pro League) ne commencent l'épreuve qu'à partir des Seizièmes de finale.
Pour l'édition 2020-2021, cinq tours préliminaires concernent 295 clubs issus de tous les niveaux inférieurs à la Jupiler Pro League. Au total 280 rencontres sont jouées lors de ces 5 tours préliminaires et une équipe est déclarée "bye" lors du 1re tour.
Ces 295 équipes proviennent des divisions suivantes :
- 159 clubs provinciaux
- 64 clubs de Nationale 3
- 49 clubs de Nationale 2
- 16 clubs de Nationale 1
- 8 clubs de Division 1 B

Les 16 équipes qualifiées à l'issue du 5e tour affrontent un des 16 clubs de D1 lors des 1/16es de finale.

### Covid-19
En raison de la pandémie de Covid-19, un cas spécifique est ajouté au règlement usuel, en vertu du« Protocole Covid-19 » défini et appliqué par la fédération belge de football. Pour les cinq premiers tours, tout effectif ayant malheureusement un élément contaminé par cette maladie est tenu de renoncer et doit donc déclarer forfait. Plusieurs cercles ont la bonne intelligence de respecter la règle et d'annoncer les contaminations éventuelles qui les touchent, et donc de « se sacrifier » pour le bien du plus grand nombre (voir ci-après).

### Participation par provinces
Le tableau ci-dessous détaille la répartition par provinces des clubs prenant part aux cinq premiers tours de la Coupe de Belgique.
ATTENTION, il manque une formation dans le tableau ci-après. Selon le verdict de la finale "retour" du Championnat de D1B 2019-2020 planifiée le 2 août 2020, il faudra ajouter soit un cercle anversois (Beerschot), soit un Brabançon flamand (OH Leuven).
| #  | Provinces                       | Total | D1 B | Nationale 1 | Nationale 2 | Nationale 3 | Provinciaux |
| -- | ------------------------------- | ----- | ---- | ----------- | ----------- | ----------- | ----------- |
| 1  | Province d'Anvers               | 39    | 1    | 4           | 6           | 8           | 20          |
| 2  | Province du Brabant flamand     | 28    | 0    | 1           | 4           | 6           | 17          |
| 3  | Province du Brabant wallon      | 8     | 0    | 0           | 2           | 3           | 3           |
| 3b | Bruxelles - ACFF                | 15    | 2    | 0           | 2           | 1           | 10          |
| 4  | Province de Flandre-Occidentale | 29    | 0    | 3           | 6           | 3           | 17          |
| 5  | Province de Flandre-Orientale   | 44    | 2    | 1           | 11          | 10          | 20          |
| 6  | Province de Hainaut             | 31    | 0    | 3           | 2           | 10          | 16          |
| 7  | Province de Liège               | 33    | 1    | 2           | 6           | 8           | 16          |
| 8  | Province de Limbourg            | 30    | 1    | 2           | 5           | 5           | 17          |
| 9  | Province de Luxembourg          | 20    | 0    | 0           | 3           | 5           | 12          |
| 10 | Province de Namur               | 18    | 0    | 0           | 2           | 5           | 11          |
|    | TOTAUX                          | 295   | 7    | 16          | 49          | 64          | 159         |

### Inversion du tirage au sort
Le règlement autorise deux clubs à inverser, de commun accord, l'ordre du tirage initial. Au fil des tours, cette pratique est fréquente. Il est bon de savoir qu'en Coupe de Belgique, les recettes aux guichets sont partagées équitablement entre les deux clubs. Un club d'une série inférieure trouve souvent son compte en acceptant de se déplacer chez un adversaire jouant plus haut dans la hiérarchie. La Fédération peut aussi rendre obligatoire cette inversion (ou exiger la tenue du match dans un autre stade) si les conditions de sécurité ne sont pas remplies par l'enceinte devant initialement accueillir la partie.

### Prolongation (Prol) - Tirs au But (T a B)
Lors des trois premiers tours, il n'est pas joué de prolongation. En cas d'égalité à la fin du temps réglementaire, il est procédé immédiatement à une séance de tirs au but pour désigner le club qualifié. Cette disposition réglementaire est induite par le fait que ces tours initiaux se jouent en reprise de saison et que les clubs ne disposent ni de la totalité de leur noyau (vacances), ni de la préparation suffisante pour tenir efficacement durant 120 minutes.

### Légende pour les clubs provinciaux
Depuis la saison 2017-2018, la Belgique du football compte aussi 10 provinces. Le Brabant jusque-là resté unitaire a choisi, sous la poussée de dirigeants néerlandophones, de se scinder selon les deux ailes linguistiques (VFV et ACFF). À noter, qu'assez logiquement quand on sait sa répartition démographique, la quasi-totalité des clubs de la Région de Bruxelles-Capitale a opté pour l'aile francophone (ACFF).
- (Anv-) = Province d'Anvers
- (VBt-) = Province du Brabant flamand (y inclus Bruxelles VFV)
- (BtW-) = Province du Brabant wallon (y inclus Bruxelles ACFF)
- (OVl-) = Province de Flandre orientale
- (WVl-) = Province de Flandre occidentale
- (Hai-) = Province de Hainaut
- (Lim-) = Province du Limbourg
- (Liè-) = Province de Liège
- (Lux-) = Province de Luxembourg
- (Nam-) = Province de Namur

Le chiffre renseigne la division provinciale concernée (1, 2, 3 ou 4).
Pour les résultats de l'épreuve à partir des seizièmes de finale, voir Coupe de Belgique de football 2020-2021.

### Légende pour les clubs nationaux/régionaux
Lors de la publication du tirage au sort des quatre premiers tours préliminaires de cette édition, on constate que la fédération belge emploie une nouvelle dénomination pour les trois séries amateurs directement inférieures aux divisions professionnelles:
- (N3) = Nationale 3
- (N2) = Nationale 2
- (N1) = Nationale 1
- (II) = Proximus League (officiellement la « D1B » et restant plus familièrement la « D2 »)

### Signalétique «montée» et «descente»
Les changements de division depuis la fin de la saison précédente sont indiqués:  = montée en...,  = descente en....
La division renseignée est celle de la saison 2020-2021.

## Épreuve reportée et replanifiée
En date du 28 juillet 2020, à la suite des décisions du Conseil National des Sécurité qui s'est réuni la veille, l'URBSFA décide de reporter les cinq premiers tours préliminaires de la Coupe de Belgique 2020-2021. Les matchs seront reprogrammés plus tard.
C'est le que la RBFA annonce les nouvelles des dates des cinq premiers tours. Selon les articles de presse le « Tour 1 » est fixé au 29 et 30 août 2020. Les tours 3-4-5 se déroulent chronologiquement lors des week-ends suivants. Par contre rien n'est dit concernant le tour préliminaire. En date du 8 août 2020, contactés par téléphone, les quatre clubs luxembourgeois concernés par le tour préliminaire répondent qu'ils n'ont pas encore été avertis quant à la date à laquelle ils sont censés jouer leur match ! La date concernée est annoncée peu avant le 15/08/ Assez logiquement, il s'agit du 23 août 2020.

## Tour préliminaire
Exceptionnellement un « Tour préliminaire aux Tours préliminaires » est disputé. Il concerne quatre clubs de la Province de Luxembourg. Les deux qualifiés prennent ensuite part au « Premier tour ». Initialement prévus le 2 août 2020, ces deux rencontres n'ont pas encore été reprogrammées lorsque, quatre jours plus tard, la fédération annonce que les Tours « 1 » à « 5 » sont replacés du 29 août 2020 au 27 septembre 2020.

### Répartition par divisions provinciales
| Provinces              | Total | P1 | P2 | P3 | P4 |
| ---------------------- | ----- | -- | -- | -- | -- |
| Province de Luxembourg | 4     | 3  | 1  | -  | -  |
| TOTAUX                 | 4     | 3  | 1  | 0  | 0  |

### Légende
|  | Clubs qualifiés pour le 1re tour |

### Résultats
Ce rencontres ont été jouées le dimanche 23 août 2020.
- 4 équipes, 2 rencontres.

| Tour | N°  | Équipe 1                          | Équipe 2                     | Score 90 min | T au B |
| ---- | --- | --------------------------------- | ---------------------------- | ------------ | ------ |
| TP   | 001 | FC Arlon (Lux-1)                  | R. ES Melreux-Hotton (Lux-2) | 6-0          |        |
| TP   | 002 | R. Jeunesse Freylangeoise (Lux-1) | R. FC St-Hubert (Lux-1)      | 1-2          |        |

## Premier tour
Le premier tour concerne 221 clubs. C'est le seul tour durant lequel les équipes sont réparties géographiquement afin d’éviter de trop longs déplacements. L'ancien principe de "groupes" a cependant disparu car il ne s'applique plus que pour ce seul "Tour 1". Il est constitué 6 groupes de 28 clubs (168), 1 de 27 et 1 de 26 pour atteindre le total de 221 participants

On retrouve les 2 qualifiés du "Tour préliminaire" avec 155 autres clubs provinciaux et les 64 clubs de Nationale 3. Initialement prévu le 9 août 2020, ce tour est reprogrammé le 30 août 2020 avec certaines rencontres pouvant être avancées au samedi 29.
- 111 rencontres (7x 14=98 et 1x 13), concrètement 110 matchs et un club « bye ».
  - Attention, dans la pratique, le nombre de rencontres réellement prestées est moindre, car certains clubs sont « bye », ou exemptés de ce premier tour.

### Répartition par divisions provinciales
Dans le tableau ci-après, viendront s'ajouter deux formations de la Province de Luxembourg à la suite du « Tour préliminaire ». Le total de cette province est déjà adapté, reste à savoir de quelle division émaneront ces deux cercles.
| Provinces                       | Total | P1 | P2 | P3 | P4 |
| ------------------------------- | ----- | -- | -- | -- | -- |
| Province d'Anvers               | 20    | 7  | 5  | 6  | 1  |
| Province du Brabant flamand     | 17    | 6  | 5  | 6  | -  |
| Province du Brabant wallon      | 3     | 3  | -  | -  | -  |
| Bruxelles ACFF                  | 10    | 9  | 1  | -  | -  |
| Province de Flandre-Occidentale | 17    | 13 | 3  | 1  | -  |
| Province de Flandre-Orientale   | 20    | 12 | 6  | 2  | -  |
| Province de Hainaut             | 16    | 7  | 8  | 1  | -  |
| Province de Liège               | 16    | 6  | 6  | 3  | 1  |
| Province de Limbourg            | 17    | 10 | 1  | 5  | 1  |
| Province de Luxembourg          | 10    | 4  | 4  | -  | -  |
| Province de Namur               | 11    | 5  | 5  | 1  | -  |
| TOTAUX                          | 157   | 82 | 44 | 26 | 3  |

### Légende
|  | Clubs qualifiés pour le 2e tour |

### Résultats Groupe 1
ATTENTION': la numérotation implique les deux rencontres du "Tour préliminaire". Ce "Premier tour" débute donc avec la rencontre "no 3".
- 28 clubs, 14 rencontres
- Province représentées: Flandre occidentale et Flandre orientale

| Tour | N°  | Équipe 1                               | Équipe 2                           | Score 90 min | T au B |
| ---- | --- | -------------------------------------- | ---------------------------------- | ------------ | ------ |
| T1   | 003 | K. SV Diksmuide (WVl-1)                | K. SK Oostnieuwkerke (WVl-1)       | 1-0          |        |
| T1   | 004 | Torhout KM 1992 (N3)                   | K. RC Lauwe (WVl-1)                | 2-3          |        |
| T1   | 005 | K. SV Rumbeke (WVl-1)                  | Jong Zulte (OVl-1)                 | 3-0          |        |
| T1   | 006 | K. SV Wevelgem City (WVl-2)            | K. Eendracht Wervik (WVl-1)        | 1-8          |        |
| T1   | 007 | K. Sassport Boezinge (WVl-1)           | VK Dadizele (WVl-1)                | 2-2          | 4-3    |
| T1   | 008 | K. White Star Club Lauwe (WVl-1)       | FC St-Martens-Latem (OVl-1)        | 1-3          |        |
| T1   | 009 | SV Anzegem (N3)                        | FC Eeklo Meetjesland (OVl-2)       | 0-1          |        |
| T1   | 010 | K. Excelsior Zedelgem (WVl-1)          | K. SC Wielsbeke (WVl-1)            | 1-1          | 5-6    |
| T1   | 011 | K. Racing Waregem (WVl-1)              | Three Stars Club Proven (WVl-3)    | 2-1          |        |
| T1   | 012 | K. VK Adegem (OVl-2)                   | K. SC Excelsior Mariakerke (OVl-1) | 2-2          | 3-5    |
| T1   | 013 | SK Munkzwalm (OVl-1)                   | KV Eendracht Aalter (OVl-1)        | 2-1          |        |
| T1   | 014 | K. SK Voorwaarts Zwevezele «B» (WVl-2) | K. VV St-Denijs Sport (OVl-2)      | 2-2          | 4-5    |
| T1   | 015 | K. VC SV Oostkamp (N3)                 | K. Woudsport Houthulst (WVl-2)     | 5-1          |        |
| T1   | 016 | KV Koksijde Oostduinkerke (WVl-1)      | K. SC Blankenberge (WVl-1)         | 0-4          |        |

### Résultats Groupe 2
- 28 clubs, 14 rencontres
- Province représentées: Anvers, Brabant flamand et Flandre orientale

| Tour | N°  | Équipe 1                                    | Équipe 2                               | Score 90 min | T au B |
| ---- | --- | ------------------------------------------- | -------------------------------------- | ------------ | ------ |
| T1   | 017 | R. FC Wetteren (N2)                         | K. VK Wemmel (VBt-2)                   | 3-0          |        |
| T1   | 018 | K. VK Svelta Melsele (N3)                   | SK Rapid Leest (Anv-1)                 | 2-1          |        |
| T1   | 019 | K. FC Vigor Wuitens Hamme (N3)              | K. Schelle Sport (Anv-3)               | 7-0          |        |
| T1   | 020 | Willebroekse SV (Anv-3)                     | K. SC Grimbergen (VBt-1)               | 2-2          | 3-2    |
| T1   | 021 | K. Hoger Op Wolvertem Merchtem (N3)         | K. FC Wambeek Ternat (VBt-1)           | 2-0          |        |
| T1   | 022 | VC Groot Dilbeek (VBt-2)                    | K. FC St-Jozef Londerzeel (VBt-3)      | 1-1          | 4-3    |
| T1   | 023 | Herleving Red Star Haasdonk (OVl-2)         | K. FC Eendracht Zele (OVl-1)           | 2-0          |        |
| T1   | 024 | K. FC Eppegem (N3)                          | K. Olympia FC Rupelmonde (OVl-3)       | 7-0          |        |
| T1   | 025 | FC Lebbeke (N3)                             | K. SV Bornem (Anv-1)                   | 2-0          |        |
| T1   | 026 | SK Lochristi (N3)                           | K. AV Dendermonde (OVl-1)              | 5-0          |        |
| T1   | 027 | SK Berlare (OVl-1)                          | SK St-Niklaas (N3)                     | 0-0          | 4-2    |
| T1   | 028 | K. RC Mechelen (N3)                         | K. FC Hoger Op Kalken (OVl-1)          | 3-1          |        |
| T1   | 029 | K. VV Schelde Serskamp-Schellebelle (OVl-3) | Avanti Stekene (N3)                    | 0-0          | 6-5    |
| T1   | 030 | K. VC Jong Lede (N3)                        | K. FC Jong Vlaanderen Kruibeke (OVl-2) | 2-0          |        |

### Résultats Groupe 3
- 28 clubs, 14 rencontres
- Province représentées: Anvers, Brabant flamand et Brabant wallon (Bruxelles)

| Tour | N°  | Équipe 1                          | Équipe 2                           | Score 90 min | T au B  |
| ---- | --- | --------------------------------- | ---------------------------------- | ------------ | ------- |
| T1   | 031 | AFC Evere (BtW-2)                 | Racing VC Hoboken (Anv-2)          | 0-3          |         |
| T1   | 032 | FC Berlaar Heikant (N3)           | R. Olympic FC Stockel (BtW-1)      | 2-4          |         |
| T1   | 033 | K. FC Herent (VBt-2)              | K. FC Broechem (Anv-2)             | 6-1          |         |
| T1   | 034 | Sporting Bruxelles (BtW-1)        | FC St-Jozef SK Rijkevorsel (Anv-3) | 1-1          | 6-7     |
| T1   | 035 | FC Kosova Schaerbeek (BtW-1)      | R. Ixelles SC (BtW-1)              | 1-0          |         |
| T1   | 036 | Stade Everois Racing Club (BtW-1) | K. Berchem Sport «B» (Anv-3)       | 2-3          |         |
| T1   | 037 | K. St-Job FC (Anv-2)              | K. AC Betekom (N3)                 | 2-1          |         |
| T1   | 038 | Standaard Meerbeek (VBt-3)        | FC St-Josse (BtW-1)                | 0-5          |         |
| T1   | 039 | Hoger Op Bierbeek (VBt-1)         | K. FC Zwarte Leeuw (N3)            | 0-3          |         |
| T1   | 040 | VK Linden (VBt-1)                 | Excelsior Mariaburg (Anv-3)        | 2-1          |         |
| T1   | 041 | BX Brussels (BtW-1)               | VC Bertem-Leefdaal (VBt-1)         | 0-5          | Forfait |
| T1   | 042 | K. Kontich FC (Anv-1)             | R. Léopold FC (BtW-1)              | 3-2          |         |
| T1   | 043 | K. FC Ranst (Anv-1)               | K. FC St-Lenaarts (N3)             | 3-2          |         |
| T1   | 044 | Crossing Schaerbeek (N3)          | FC Schaerbeek (BtW-1)              | 4-1          |         |

* Match 41: Le club du BX Brussels est contraint de renoncer à son entrée en Coupe en raison d'un cas de Covid-19 dans son effectif.

### Résultats Groupe 4
- 28 clubs, 14 rencontres
- Province représentées: Anvers, Brabant flamand et Limbourg

| Tour | N°  | Équipe 1                                         | Équipe 2                           | Score 90 min | T au B |
| ---- | --- | ------------------------------------------------ | ---------------------------------- | ------------ | ------ |
| T1   | 045 | FC Punt-Larum (Anv-3)                            | K. SAV St-Dymphna Geel (Anv-2)     | 2-2          | 8-9    |
| T1   | 046 | K. Witgoor Sport Dessel (N3)                     | Kadijk SK Overpelt (Lim-3)         | 3-0          |        |
| T1   | 047 | K. FC Diest (N3)                                 | K. Berg en Dal VV(Anv-1)           | 1-2          |        |
| T1   | 048 | K. Achel VV (Lim-1)                              | K. FC Verbroedering Lommel (Lim-4) | 4-2          |        |
| T1   | 049 | K. FC Esperanza Pelt (N3)                        | SK Meldert (Lim-3)                 | 1-1          | 5-3    |
| T1   | 050 | Crossing Vissenaken (VBt-3)                      | K. FC De Kempen T-L (N3)           | 0-1          |        |
| T1   | 051 | K. FC Lille (N3)                                 | K. FC Helson Helchteren (Lim-1)    | 2-0          |        |
| T1   | 052 | K. FC De Vrijheit Herselt (Anv-2)                | K. Herk FC (Lim-1)                 | 2-5          |        |
| T1   | 053 | K. VV Ons Genoegen Vorselaar (Anv-1)             | K. SV Oud-Turnhout (Anv-4)         | 4-0          |        |
| T1   | 054 | R. AS Jodoigne (N3)                              | Juve Hasselt (Lim-1)               | 2-2          | 2-0    |
| T1   | 055 | K. VK Beringen (N3)                              | K. Noordstar VV (Anv-3)            | 2-0          |        |
| T1   | 056 | K. Vliegende Zwaluwen Glabbeek-Zuurbemde (VBt-3) | SC Hoegaarden-Outgaarden (VBt-1)   | 0-3          |        |
| T1   | 057 | K. VV Weerstand Koersel (N3)                     | FC Wezel Sport (Anv-1)             | 0-1          |        |
| T1   | 058 | SK Waanrode (VBt-3)                              | K. FC Turnhout (N3)                | 0-11         |        |

### Résultats Groupe 5
- 28 clubs, 14 rencontres
- Province représentées: Liège et Limbourg

| Tour | N°  | Équipe 1                           | Équipe 2                              | Score 90 min | T au B |
| ---- | --- | ---------------------------------- | ------------------------------------- | ------------ | ------ |
| T1   | 059 | K. FC Alken (Lim-1)                | FC Torpedo Hasselt (Lim-1)            | 0-1          |        |
| T1   | 060 | R. FC Raeren-Eynatten (N3)         | FC Trois-Frontières (Liè-2)           | 4-2          |        |
| T1   | 061 | GS Bree-Beek (Lim-1)               | R. CS Sart-Tilman (Liè-3)             | 8-1          |        |
| T1   | 062 | K. FC Vliermaal (Lim-3)            | FC Tilleur (Liè-3)                    | 0-4          |        |
| T1   | 063 | FC United Richelle (N3)            | Sporting Calcio Genk (Lim-3)          | 3-1          |        |
| T1   | 064 | R. Entente Rechaintoise (Liè-1)    | AC Hombourg (Liè-2)                   | 1-2          |        |
| T1   | 065 | FC Herstal (N3)                    | White Star Schoonbeek-Beverst (Lim-1) | 1-6          |        |
| T1   | 066 | K. VK Wellen (N3)                  | R. Espoir Minérois (Liè-2)            | 1-0          |        |
| T1   | 067 | Stade Disonais (N3)                | R. Aubel FC «B» (Liè-2)               | 10-2         |        |
| T1   | 068 | R. Aubel FC «A» (Liè-1)            | K. Bilzerse-Waltwilder VV (Lim-1)     | 0-1          |        |
| T1   | 069 | R. Entente Blégnytoise «B» (Liè-4) | FC Herderen Millen (Lim-1)            | 2-5          |        |
| T1   | 070 | K. Opitter FC (Lim-3)              | JS Fizoise (Liè-1)                    | 1-4          |        |
| T1   | 071 | Étoile Elsautoise (Liè-1)          | RC Vaux-Chaudfontaine (Liè-2)         | 1-1          | 3-5    |
| T1   | 072 | K. Standard Elen (Lim-2)           | Eendracht Termien (N3)                | 0-4          |        |

### Résultats Groupe 6
- 26 clubs, 13 rencontres
- Province représentées: Liège, Luxembourg et Namur

| Tour | N°  | Équipe 1                          | Équipe 2                         | Score 90 min | T au B |
| ---- | --- | --------------------------------- | -------------------------------- | ------------ | ------ |
| T1   | 073 | R. ES Vaux (Lux-1)                | R. FCB Sprimont «B» (Liè-1)      | 1-1          | 3-4    |
| T1   | 074 | R. FC St-Hubert (Lux-1)           | R. FCB Sprimont «A» (N3)         | 0-2          |        |
| T1   | 075 | R. FC Huy (N3)                    | FC Ster-Francorchamps (Liè-1)    | 0-2          |        |
| T1   | 076 | R. OC Rochois (Lux-1)             | R. FC Messancy (Lux-2)           | 0-2          |        |
| T1   | 077 | R. ES Wanze/Bas-Oha (N3)          | Chevetogne Football (Nam-1)      | 3-4          |        |
| T1   | 078 | R. Tenneville Sports (Lux-2)      | Huccorgne Sports (Liè-2)         | 1-3          |        |
| T1   | 079 | R. OC Meix-dvt-Virton (Lux-1)     | R. Aywaille FC (N3)              | 0-4          |        |
| T1   | 080 | R. CS Andennais (Nam-1)           | Marloie Sport (N3)               | 1-2          |        |
| T1   | 081 | FC Arlon (Lux-1)                  | R. SC Habay-la-Neuve (N3)        | 0-1          |        |
| T1   | 082 | Union Rochefortoise (N3)          | UR St-Louis St-Léger (Lux-2)     | 11-0         |        |
| T1   | 083 | R. Alliance FC Oppagne-Wéris (N3) | R. Léopold Club Bastogne (Lux-1) | 4-1          |        |
| T1   | 084 | R. Spa FC (Liè-3)                 | R. RC Mormont (N3)               | 0-2          |        |
| T1   | 085 | R.US Gouvy (N3)                   | FC Bercheux (Lux-2)              | 2-2          | 4-2    |

### Résultats Groupe 7
- 27 clubs, 13 rencontres, 1 club "bye"
- Province représentées: Brabant flamand, Brabant wallon, Hainaut et Namur

| Tour | N°  | Équipe 1                       | Équipe 2                                 | Score 90 min | T au B  |
| ---- | --- | ------------------------------ | ---------------------------------------- | ------------ | ------- |
| T1   | 086 | SC Montignies (Hai-1)          | R. Sporting Association Forchies (Hai-3) | 9-1          |         |
| T1   | 087 | R. FC Rhisnois (Nam-2)         | FC Malonne 2000 (Nam-1)                  | 0-0          | 3-5     |
| T1   | 088 | R. CS Brainois (N3)            | R. CS Bossièrois (Nam-2)                 | 3-0          |         |
| T1   | 089 | Eendracht RC Hoeilaert (VBt-2) | R. Jeunesse Aischoise (N3)               | 1-2          |         |
| T1   | 090 | K. FC Rhodhienne-De Hoek (N3)  | US Walcourt (Nam-3)                      | 10-1         |         |
| T1   | 091 | R. Arquet FC (Nam-2)           | R. Wallonia Walhain CG (N3)              | 5-0          | Forfait |
| T1   | 092 | R. CS Onhaye (N3)              | Ren. Sp. Fernelmont-Hemptinne (Nam-1)    | 3-0          |         |
| T1   | 093 | R. FC Sart-Bernard (Nam-2)     | Tempo Overijse MT (N3)                   | 2-2          | 2-4     |
| T1   | 094 | R. OC Nismes (Nam-1)           | Union Lasne Ohain (BtW-1)                | 1-1          | 8-7     |
| T1   | 095 | R. JS Taminoise (N3)           | FC Genappe (BtW-1)                       | 2-1          |         |
| T1   | 096 | R. AS Monceau (Hai-1)          | UR Namur Fosses-la-Ville (N3)            | 1-3          |         |
| T1   | 097 | R. Gembloux Sports (Nam-2)     | R. Gosselies Sports (N3)                 | 2-3          |         |
| T1   | 098 | Pont-à-Celles Buzet (N3)       |                                          | bye          |         |
| T1   | 099 | R. US Binche (N3)              | R. Union FC Ransartoise (Hai-1)          | 4-1          |         |

* Match 91: En désaccord avec les autorités communales de Walhain, le club de Wallonia Walhain devenu FC Golden Black reste longtemps sans stade. Il renonce à la Coupe de Belgique avant de trouver refuge au « stade des Sorbiers » de Limette.

### Résultats Groupe 8
- 28 clubs, 14 rencontres
- Province représentées: Brabant flamand, Brabant wallon, Flandre orientale et Hainaut

| Tour | N°  | Équipe 1                           | Équipe 2                                  | Score 90 min | T au B |
| ---- | --- | ---------------------------------- | ----------------------------------------- | ------------ | ------ |
| T1   | 100 | K. FC MZ Tollembeek (VBt-3)        | R. FC Tournai (N3)                        | 0-2          |        |
| T1   | 101 | FC Galmaarden (VBt-2)              | R. FC Rapid Symphorinois (N3)             | 0-3          |        |
| T1   | 102 | Renaissance Mons 44 (N3)           | R. Léopold Club Mesvinois (Hai-2)         | 3-0          |        |
| T1   | 103 | FC Vacresse (Hai-2)                | K. VV Vlaamse Ardennen (OVl-1)            | 0-1          |        |
| T1   | 104 | R. Stade Brainois (N3)             | R. SC Naastois (Hai-2)                    | 3-0          |        |
| T1   | 105 | R. Léopold Club Hornu (Hai-1)      | R. SC Templeuvois (Hai-2)                 | 0-3          |        |
| T1   | 106 | FC Gerpinnes (Hai-2)               | CS Entité Manageoise (N3)                 | 0-6          |        |
| T1   | 107 | R. CS Nivellois (BtW-1)            | SK Denderhoutem (OVl-1)                   | 1-3          |        |
| T1   | 108 | R. Excelsior Biévène (Hai-1)       | R. Union St-Ghislain-Tertre-Hautrage (N3) | 0-3          |        |
| T1   | 109 | R. US Beloeil (Hai-1)              | R. Entente Mons-Nord (Hai-2)              | 5-0          |        |
| T1   | 110 | Eendracht Elene-Grotenberg (OVl-1) | R. FC Houdinois (Hai-1)                   | 5-1          |        |
| T1   | 111 | K. RC Bambrugge (N3)               | R. FC Luingnois (Hai-2)                   | 5-1          |        |
| T1   | 112 | CS Pays Vert Ostiches-Ath (N3)     | K. FC Olympic Burst (OVl-2)               | 2-2          | 5-4    |
| T1   | 113 | FC Voorde-Appelterre (N3)          | JS Meslin – Grand Marais (Hai-2)          | 1-1          | 9-8    |

## Deuxième tour
Le deuxième tour concerne 160 clubs.  Il concerne 1 club de Nationale 1, 48 clubs de Nationale 2 qui entrent dans la compétition et des 111 qualifiés du premier tour, soit 57 clubs provinciaux et 51 clubs de Nationale 3. Initialement prévu le 16 août 2020, ce tour, qui ne tient plus compte des localisations géographiques, est reprogrammé le 6 septembre, avec certaines rencontres pouvant être avancées au samedi 5.
Il n'y a plus de cercle de 4e Provinciale (ou P4), soit le 9e niveau hiérarchique.
- 80 rencontres

### Répartition par divisions
- Exceptionnellement une formation de « Nationale 1 » (3e niveau) débute à ce tour. À la suite du repêchage du K. Lierse Kempenzonen vers la Division 1B, un comité de spécialistes a désigné le K. FC Mandel United I/I pour monter de D2 Amateur vers la Nationale 1. Le « régime linguistique » a primé sur le quotient sportif, lequel était favorable à la RAAL La Louvière[10].

| Provinces                       | Total | Nat 1 | Nat 2 | Nat 3 | P1 | P2 | P3 |
| ------------------------------- | ----- | ----- | ----- | ----- | -- | -- | -- |
| Province d'Anvers               | 23    | 0     | 6     | 6     | 5  | 3  | 3  |
| Province du Brabant flamand     | 13    | 0     | 4     | 4     | 3  | 2  | 0  |
| Province du Brabant wallon      | 4     | 0     | 2     | 2     | 0  | 0  | 0  |
| Bruxelles ACFF                  | 6     | 0     | 2     | 1     | 3  | 0  | 0  |
| Province de Flandre-Occidentale | 15    | 1     | 5     | 1     | 8  | 0  | 0  |
| Province de Flandre-Orientale   | 30    | 0     | 11    | 8     | 7  | 3  | 1  |
| Province de Hainaut             | 15    | 0     | 2     | 10    | 2  | 1  | 0  |
| Province de Liège               | 18    | 0     | 6     | 5     | 3  | 3  | 1  |
| Province de Limbourg            | 16    | 0     | 5     | 4     | 7  | 0  | 0  |
| Province de Luxembourg          | 9     | 0     | 3     | 5     | 0  | 1  | 0  |
| Province de Namur               | 11    | 0     | 2     | 5     | 3  | 1  | 0  |
| TOTAUX                          | 160   | 1     | 48    | 51    | 41 | 14 | 5  |

### Légende
|  | Clubs qualifiés pour le 3e tour |

### Résultats
| Tour | N°  | Équipe 1                                    | Équipe 2                                  | Score 90 min | T au B  |
| ---- | --- | ------------------------------------------- | ----------------------------------------- | ------------ | ------- |
| T2   | 114 | FC Mandel United Izegem-Ingelmunster (N1)   | R. US Binche (N3)                         | 3-1          |         |
| T2   | 115 | R. Olympic FC Stockel (BtW-1)               | R. FC Raeren-Eynatten (N3)                | 0-0          | 4-5     |
| T2   | 116 | FC St-Martens-Latem (OVl-1)                 | SK Lochristi (N3)                         | 0-0          | 4-5     |
| T2   | 117 | Entente Durbuy (N2)                         | FC Malonne 2000 (Nam-1)                   | 3-0          |         |
| T2   | 118 | K. SC City Pirates Antwerpen (N2)           | FC Lebbeke (N3)                           | 1-1          | 5-4     |
| T2   | 119 | R. RC Stockay-Warfusée (N2)                 | R. Aywaille FC (N3)                       | 3-0          |         |
| T2   | 120 | R. Stade Waremmien FC (N2)                  | R.US Gouvy (N3)                           | 2-1          |         |
| T2   | 121 | R. Excelsior Virton (N2)                    | K. RC Bambrugge (N3)                      | 0-5          | Forfait |
| T2   | 122 | VC Bertem-Leefdaal (VBt-1)                  | AFC Tubize (N2)                           | 3-1          |         |
| T2   | 123 | Union Rochefortoise (N3)                    | R. RC Mormont (N3)                        | 4-2          |         |
| T2   | 124 | K. RC Harelbeke (N2)                        | Eendracht Elene-Grotenberg (OVl-1)        | 3-0          |         |
| T2   | 125 | FC St-Jozef SK Rijkevorsel (Anv-3)          | R. FCB Sprimont «A» (N3)                  | 1-4          |         |
| T2   | 126 | RC Kiewit Hadès Hasselt (N2)                | Tempo Overijse MT(N3)                     | 2-0          |         |
| T2   | 127 | K. FC Sparta Petegem (N2)                   | Willebroekse SV (Anv-3)                   | 5-0          |         |
| T2   | 128 | K. VK Westhoek (N2)                         | SK Denderhoutem (OVl-1)                   | 2-0          |         |
| T2   | 129 | K. VC SV Oostkamp (N3)                      | K. SC Eendracht Aalst (N2)                | 3-5          |         |
| T2   | 130 | K. Olympia SC Wijgmaal (N2)                 | JS Fizoise (Liè-1)                        | 2-0          |         |
| T2   | 131 | SK Munkzwalm (OVl-1)                        | R. SC Templeuvois (Hai-2)                 | 2-0          |         |
| T2   | 132 | K. VC Houtvenne (N2)                        | K. Sassport Boezinge (WVl-1)              | 1-1          | 6-5     |
| T2   | 133 | FC Tilleur (Liè-3)                          | K. Racing Waregem (WVl-1)                 | 2-2          | 14-13   |
| T2   | 134 | K. Sporting Hasselt (N2)                    | K. Eendracht Wervik (WVl-1)               | 1-1          | 5-4     |
| T2   | 135 | K. RC Gent (N2)                             | FC St-Josse (BtW-1)                       | 3-1          |         |
| T2   | 136 | Crossing Schaerbeek (N3)                    | FC United Richelle (N3)                   | 3-0          |         |
| T2   | 137 | K. SV Diksmuide (WVl-1)                     | R. Union St-Ghislain-Tertre-Hautrage (N3) | 0-1          |         |
| T2   | 138 | K. VC Jong Lede (N3)                        | K. FC Eppegem (N3)                        | 2-1          |         |
| T2   | 139 | Eendracht Termien (N3)                      | R. SCUP Dieleghem Jette (N2)              | 3-3          | 3-4     |
| T2   | 140 | K. Bocholter VV (N2)                        | R. Alliance FC Oppagne-Wéris (N3)         | 0-2          |         |
| T2   | 141 | AC Hombourg (Liè-2)                         | 'K. St-Job FC (Anv-2)                     | 3-2          |         |
| T2   | 142 | White Star Schoonbeek-Beverst (Lim-1)       | K. SC Excelsior Mariakerke (OVl-1)        | 5-0          |         |
| T2   | 143 | Hoogstraten VV (N2)                         | K. FC Ranst (Anv-1)                       | 4-1          |         |
| T2   | 144 | R. FC Warnant (N2)                          | R. SC Habay-la-Neuve (N3)                 | 1-1          | 5-3     |
| T2   | 145 | R. US Rebecquoise (N2)                      | R. Arquet FC (Nam-2)                      | 5-1          |         |
| T2   | 146 | K. FC Rhodhienne-De Hoek (N3)               | K. VV Zelzate (N2)                        | 0-5          |         |
| T2   | 147 | K. Diegem Sport (N2)                        | FC Herderen Millen (Lim-1)                | 1-0          |         |
| T2   | 148 | Marloie Sport (N3)                          | Stade Disonais (N3)                       | 3-0          |         |
| T2   | 149 | R. US Beloeil (Hai-1)                       | K. SK Ronse (N2)                          | 0-1          |         |
| T2   | 150 | R. Jeunesse Aischoise (N3)                  | R. ES Couvin-Mariembourg-Fraire (N2)      | 3-5          |         |
| T2   | 151 | K. FC Esperanza Pelt (N3)                   | R. Stade Brainois (N3)                    | 2-2          | 5-3     |
| T2   | 152 | K. FC Herent (VBt-2)                        | K. VK Svelta Melsele (N3)                 | 4-0          |         |
| T2   | 153 | GS Bree-Beek (Lim-1)                        | Huccorgne Sports (Liè-2)                  | 1-0          |         |
| T2   | 154 | K. SAV St-Dymphna Geel (Anv-2)              | K. Kontich FC (Anv-1)                     | 4-3          |         |
| T2   | 155 | K. RC Mechelen (N3)                         | K. FC Lille (N3)                          | 5-4          |         |
| T2   | 156 | FC Gullegem (N2)                            | K. Witgoor Sport Dessel (N3)              | 3-0          |         |
| T2   | 157 | K. VV Schelde Serskamp-Schellebelle (OVl-3) | Renaissance Mons 44 (N3)                  | 0-4          |         |
| T2   | 158 | SK Pepingen-Halle (N2)                      | K. Herk FC (Lim-1)                        | 2-2          | 6-7     |
| T2   | 159 | R. CS de Verlaine (N2)                      | K. Berg en Dal VV(Anv-1)                  | 4-2          |         |
| T2   | 160 | K. VK Wellen (N3)                           | FC Voorde-Appelterre (N3)                 | 0-2          |         |
| T2   | 161 | K. VV Ons Genoegen Vorselaar (Anv-1)        | K. VK Beringen (N3)                       | 0-0          | 10-9    |
| T2   | 162 | RAAL La Louvière (N2)                       | CS Pays Vert Ostiches-Ath (N3)            | 3-2          |         |
| T2   | 163 | R. FC Messancy (Lux-2)                      | K. RC Lauwe (WVl-1)                       | 1-3          |         |
| T2   | 164 | R. FC Meux (N2)                             | K. FC De Kempen T-L (N3)                  | 2-1          |         |
| T2   | 165 | R. CS Brainois (N3)                         | R. AS Jodoigne (N3)                       | 2-1          |         |
| T2   | 166 | K. Bilzerse-Waltwilder VV (Lim-1)           | K. FC Merelbeke (N2)                      | 1-1          | 4-3     |
| T2   | 167 | K. VV Vlaamse Ardennen (OVl-1)              | FC Wezel Sport (Anv-1)                    | 5-1          |         |
| T2   | 168 | SK Berlare (OVl-1)                          | FC Heur-Tongeren (N2)                     | 1-2          |         |
| T2   | 169 | K. Hoger Op Wolvertem Merchtem (N3)         | R. FC Tournai (N3)                        | 3-1          |         |
| T2   | 170 | K. Achel VV (Lim-1)                         | FC Ster-Francorchamps (Liè-1)             | 3-1          |         |
| T2   | 171 | SC Lokeren-Temse (N2)                       | Herleving Red Star Haasdonk (OVl-2)       | 3-1          |         |
| T2   | 172 | R. OC Nismes (Nam-1)                        | Racing VC Hoboken (Anv-2)                 | 2-3          |         |
| T2   | 173 | K. Berchem Sport «B» (Anv-3)                | UR Namur Fosses-la-Ville (N3)             | 1-1          | 2-4     |
| T2   | 174 | R. US Givry (N2)                            | R. Gosselies Sports (N3)                  | 0-1          |         |
| T2   | 175 | VC Groot Dilbeek (VBt-2)                    | K. SC Blankenberge (WVl-1)                | 2-3          |         |
| T2   | 176 | K. SC Dikkelvenne (N2)                      | Chevetogne Football (Nam-1)               | 7-2          |         |
| T2   | 177 | RC Vaux-Chaudfontaine (Liè-2)               | K. SC Wielsbeke (WVl-1)                   | 1-4          |         |
| T2   | 178 | K. FC Zwarte Leeuw (N3)                     | R. FC Wetteren (N3)                       | 2-1          |         |
| T2   | 179 | K. FC Vigor Wuitens Hamme (N3)              | R. FCB Sprimont «B» (Liè-1)               | 3-0          |         |
| T2   | 180 | Spouwen-Mopertingen (N2)                    | SC Montignies (Hai-1)                     | 4-0          |         |
| T2   | 181 | FC Ganshoren (N2)                           | FC Kosova Schaerbeek (BtW-1)              | 4-1          |         |
| T2   | 182 | SC Hoegaarden-Outgaarden (VBt-1)            | K. SV Oudenaarde (N2)                     | 2-3          |         |
| T2   | 183 | K. Londerzeel SK (N2)                       | FC Eeklo Meetjesland (OVl-2)              | 1-0          |         |
| T2   | 184 | K. SC Toekomst Menen (N2)                   | VK Linden (Vbt-1)                         | 5-0          |         |
| T2   | 185 | CS Entité Manageoise (N3)                   | Solières Sport (N2)                       | 4-4          | 4-2     |
| T2   | 186 | K. Berchem Sport (N2)                       | K. FC Turnhout (N3)                       | 1-0          |         |
| T2   | 187 | R. RC Hamoir (N2)                           | R. CS Onhaye (N3)                         | 2-3          |         |
| T2   | 188 | K. VK Ninove (N2)                           | R. FC Rapid Symphorinois (N3)             | 2-3          |         |
| T2   | 189 | K. Lyra-Lierse Berlaar (N2)                 | FC Torpedo Hasselt (Lim-1)                | 2-0          |         |
| T2   | 190 | Pont-à-Celles Buzet (N3)                    | R. Cappellen FC (N2)                      | 1-0          |         |
| T2   | 191 | R. JS Taminoise (N3)                        | R. Entente Acren Lessines (N2)            | 2-0          |         |
| T2   | 192 | K. VV St-Denijs Sport (OVl-2)               | K. OLSA Brakel (N2)                       | 1-3          |         |
| T2   | 193 | K. SK Voorwaarts Zwevezele (N2)             | K. SV Rumbeke (WVl-1)                     | 4-0          |         |

- Match 121: En litige avec la Fédération à la suite d'un refus de licence et d'un renvoi en D2 Amateur, l'Excelsior Virton, privé de ses joueurs ayant quitté le club, renonce à jouer en Coupe de Belgique. Plusieurs semaines plus tard, le cercle gaumais obtient gain de cause devant la justice civile !

## Troisième tour
Le troisième tour concerne 96 clubs.  Il implique 1 club de Division 1B, 15 clubs de Nationale 1 qui entrent dans la compétition et 1 déjà présent au tour précédent ainsi que les 79 autres rescapés des deux premiers tours, soit 39 clubs de Nationale 2, 23 clubs de Nationale 3 et 17 clubs provinciaux.
Initialement prévu le 23 août 2020, ce 3e tour est reprogrammé le 13 septembre, avec certaines rencontres pouvant être avancées au samedi 12. La rencontre n° est déplacée au mardi 15 septembre car le club de Lierse Kempenzonen, repêché tardivement pour jouer en Division 1B a presté en championnat le week-end précédent.

### Répartition par divisions
- Exceptionnellement, un club de Division 1B (2e niveau) débute lors de ce tour. Il s'agit du K. Lierse Kempenzonen repêché tardivement, malgré une... 13e place sur 16 la saison précédente !

| Provinces                       | Total | D1B | Nat 1 | Nat 2 | Nat 3 | P1 | P2 | P3 |
| ------------------------------- | ----- | --- | ----- | ----- | ----- | -- | -- | -- |
| Province d'Anvers               | 14    | 1   | 3     | 5     | 2     | 1  | 2  | 0  |
| Province du Brabant flamand     | 7     | 0   | 1     | 3     | 1     | 1  | 1  | 0  |
| Province du Brabant wallon      | 2     | 0   | 0     | 1     | 1     | 0  | 0  | 0  |
| Bruxelles ACFF                  | 3     | 0   | 0     | 2     | 1     | 0  | 0  | 0  |
| Province de Flandre-Occidentale | 13    | 0   | 4     | 6     | 0     | 3  | 0  | 0  |
| Province de Flandre-Orientale   | 17    | 0   | 1     | 9     | 5     | 2  | 0  | 0  |
| Province de Hainaut             | 10    | 0   | 3     | 1     | 6     | 0  | 0  | 0  |
| Province de Liège               | 10    | 0   | 2     | 4     | 2     | 0  | 1  | 1  |
| Province de Limbourg            | 12    | 0   | 2     | 4     | 1     | 5  | 0  | 0  |
| Province de Luxembourg          | 2     | 0   | 0     | 1     | 1     | 0  | 0  | 0  |
| Province de Namur               | 6     | 0   | 0     | 2     | 4     | 0  | 0  | 0  |
| TOTAUX                          | 96    | 1   | 16    | 38    | 24    | 12 | 4  | 1  |

### Légende
|  | Clubs qualifiés pour le 4e tour |

### Résultats
- 48 rencontres

| Tour | N°  | Équipe 1                                  | Équipe 2                              | Score 90 min | T au B  |
| ---- | --- | ----------------------------------------- | ------------------------------------- | ------------ | ------- |
| T3   | 194 | R. FC de Liège (N1)                       | R. Stade Waremmien FC (N2)            | 3-1          |         |
| T3   | 195 | K. Londerzeel SK (N2)                     | FC Gullegem (N2)                      | 3-0          |         |
| T3   | 196 | Marloie Sport (N3)                        | RAAL La Louvière (N2)                 | 1-3          |         |
| T3   | 197 | R. Francs Borains (N1)                    | K. SC Dikkelvenne (N2)                | 2-0          |         |
| T3   | 198 | R. Gosselies Sports (N3)                  | K. VV Ons Genoegen Vorselaar (Anv-1)  | 1-3          |         |
| T3   | 199 | FC Mandel United Izegem-Ingelmunster (N1) | K. SK Voorwaarts Zwevezele (N2)       | 0-0          | 2-4     |
| T3   | 200 | FC Ganshoren (N2)                         | K. SV Oudenaarde (N2)                 | 4-0          |         |
| T3   | 201 | R. FC Raeren-Eynatten (N3)                | K. VV Zelzate (N2)                    | 0-4          |         |
| T3   | 202 | FC Tilleur (Liè-3)                        | K. Knokke FC (N1)                     | 0-6          |         |
| T3   | 203 | Renaissance Mons 44 (N3)                  | AC Hombourg (Liè-2)                   | 1-1          | 4-3     |
| T3   | 204 | K. VC Jong Lede (N3)                      | White Star Schoonbeek-Beverst (Lim-1) | 2-0          |         |
| T3   | 205 | R. JS Taminoise (N3)                      | K. FC Herent (VBt-2)                  | 2-1          |         |
| T3   | 206 | K. RC Mechelen (N3)                       | La Louvière Centre (N1)               | 0-4          |         |
| T3   | 207 | R. Alliance FC Oppagne-Wéris (N3)         | SK Lochristi (N3)                     | 1-3          |         |
| T3   | 208 | K. Achel VV (Lim-1)                       | CS Entité Manageoise (N3)             | 1-3          |         |
| T3   | 209 | Entente Durbuy (N2)                       | R. CS de Verlaine (N2)                | 0-0          | 5-4     |
| T3   | 210 | R. FC Warnant (N2)                        | R. FC Meux (N2)                       | 1-1          | 4-2     |
| T3   | 211 | K. RC Harelbeke (N2)                      | K. Olympia SC Wijgmaal (N2)           | 0-1          |         |
| T3   | 212 | K. Lyra-Lierse Berlaar (N2)               | K. Berchem Sport (N2)                 | 2-1          |         |
| T3   | 213 | K. VC Houtvenne (N2)                      | FC Heur-Tongeren (N2)                 | 1-1          | 3-4     |
| T3   | 214 | K. SC Eendracht Aalst (N2)                | K. VC St-Eloois-Winkel Sport (N1)     | 3-1          |         |
| T3   | 215 | K. SAV St-Dymphna Geel (Anv-2)            | K. Rupel Boom FC (N1)                 | 0-4          |         |
| T3   | 216 | K. SC City Pirates Antwerpen (N2)         | K. Hoger Op Wolvertem Merchtem (N3)   | 3-0          |         |
| T3   | 217 | URSL Visé (N1)                            | SK Munkzwalm (OVl-1)                  | 5-0          | Forfait |
| T3   | 218 | R. CS Brainois (N3)                       | K. FC Zwarte Leeuw (N3)               | 2-0          |         |
| T3   | 219 | K. RC Bambrugge (N3)                      | K. VV Vlaamse Ardennen (OVl-1)        | 2-1          |         |
| T3   | 220 | K. Lierse Kempenzonen (II)                | Racing VC Hoboken (Anv-2)             | 4-0          |         |
| T3   | 221 | RC Kiewit Hadès Hasselt (N2)              | K. Herk FC (Lim-1)                    | 3-1          |         |
| T3   | 222 | K. Patro Eisden Maasmechelen (N1)         | R. RC Stockay-Warfusée (N2)           | 3-0          |         |
| T3   | 223 | FC Voorde-Appelterre (N3)                 | K. FC Sparta Petegem (N2)             | 0-3          |         |
| T3   | 224 | K. FC Esperanza Pelt (N3)                 | Spouwen-Mopertingen (N2)              | 5-3          |         |
| T3   | 225 | UR Namur Fosses-la-Ville (N3)             | R. SCUP Dieleghem Jette (N2)          | 1-2          |         |
| T3   | 226 | K. Diegem Sport (N2)                      | K. OLSA Brakel (N2)                   | 0-1          |         |
| T3   | 227 | Union Rochefortoise (N3)                  | K. VK Westhoek (N2)                   | 4-1          |         |
| T3   | 228 | R. Olympic Club de Charleroi (N1)         | R. FCB Sprimont «A» (N3)              | 6-3          |         |
| T3   | 229 | K. SK Ronse (N2)                          | K. SC Blankenberge (WVl-1)            | 1-2          |         |
| T3   | 230 | R. US Rebecquoise (N2)                    | K. SV Roeselare (N1)                  | 5-0          | Forfait |
| T3   | 231 | VC Bertem-Leefdaal (VBt-1)                | FC Verbroedering Dender EH (N1)       | 0-1          |         |
| T3   | 232 | GS Bree-Beek (Lim-1)                      | K. SC Wielsbeke (WVl-1)               | 2-3          |         |
| T3   | 233 | Pont-à-Celles Buzet (N3)                  | Hoogstraten VV (N2)                   | 2-3          |         |
| T3   | 234 | R. Union St-Ghislain-Tertre-Hautrage (N3) | K. VK Tienen (N1)                     | 2-1          |         |
| T3   | 235 | K. RC Lauwe (WVl-1)                       | Crossing Schaerbeek (N3)              | 1-3          |         |
| T3   | 236 | K. RC Gent (N2)                           | K. FC Vigor Wuitens Hamme (N3)        | 3-1          |         |
| T3   | 237 | R. ES Couvin-Mariembourg-Fraire (N2)      | K. Bilzerse-Waltwilder VV (Lim-1)     | 1-1          | 2-4     |
| T3   | 238 | K. VV THES Sport Tessenderlo (N1)         | K. SC Toekomst Menen (N2)             | 3-1          |         |
| T3   | 239 | K. FC Dessel Sport (N1)                   | R. FC Rapid Symphorinois (N3)         | 1-0          |         |
| T3   | 240 | K. SK Heist (N1)                          | R. CS Onhaye (N3)                     | 3-0          |         |
| T3   | 241 | K. Sporting Hasselt (N2)                  | SC Lokeren-Temse (N2)                 | 1-1          | 1-3     |

- Match 217: Le cerlcle flandrien du SK Munkzwalm est contraint de renoncer à disputer ce troisième en raison d'une contamination d'un des joueurs par la Covid-19[11].

- Match 230: La R. US Rebecquoise est qualifiée directement pour le tour suivant en raison du forfait du K. SV Roeselaere déclaré en faillite.

## Quatrième tour
Pour les résultats de l'épreuve à partir des seizièmes de finale: voir Coupe de Belgique de football 2020-2021.
Au 4e tour, nous avons un "tour inermédiaire" de 24 rencontres (48 clubs rescapés du 3e tour). Il s'agit de 1 clubs de Division 1B 12 clubs de Nationale 1, 20 clubs de Nationale 2, 11 clubs de Nationale 3 et 4 clubs de provinciaux.
- Aucune formation n'entre en lice à ce tour. Rencontres initialement prévues le 30 août 2020, ce 4e tour est reprogrammé le 20 septembre, avec certaines rencontres pouvant être avancées au samedi 19.

### Répartition par divisions
- Quatre formations de séries provinciales atteignent le 4e tour. Toutes jouent en « P1 », soit le 5e niveau hiérarchique.

| Provinces                       | Total | D1B | Nat 1 | Nat 2 | Nat 3 | P1 |
| ------------------------------- | ----- | --- | ----- | ----- | ----- | -- |
| Province d'Anvers               | 8     | 1   | 3     | 3     | 0     | 1  |
| Province du Brabant flamand     | 2     | 0   | 0     | 2     | 0     | 0  |
| Province du Brabant wallon      | 2     | 0   | 0     | 1     | 1     | 0  |
| Bruxelles ACFF                  | 3     | 0   | 0     | 2     | 1     | 0  |
| Province de Flandre-Occidentale | 4     | 0   | 1     | 1     | 0     | 2  |
| Province de Flandre-Orientale   | 10    | 0   | 1     | 6     | 3     | 0  |
| Province de Hainaut             | 7     | 0   | 3     | 1     | 3     | 0  |
| Province de Liège               | 3     | 0   | 2     | 1     | 0     | 0  |
| Province de Limbourg            | 6     | 0   | 2     | 2     | 1     | 1  |
| Province de Luxembourg          | 1     | 0   | 0     | 1     | 0     | 0  |
| Province de Namur               | 2     | 0   | 0     | 0     | 2     | 0  |
| TOTAUX                          | 48    | 1   | 12    | 20    | 11    | 4  |

### Légende
|  | Clubs qualifiés pour le 5e tour |

### Résultats
| Tour | N°  | Équipe 1                             | Équipe 2                                  | Score 90 min | Score 120 min | T au B |
| ---- | --- | ------------------------------------ | ----------------------------------------- | ------------ | ------------- | ------ |
| T4   | 242 | K. RC Bambrugge                      | R. Union St-Ghislain-Tertre-Hautrage (N3) | 0-0          | 0-0           | arrêté |
| T4   | 243 | K. SK Voorwaarts Zwevezele (N2)      | K. SC City Pirates Antwerpen (N2)         | 1-3          |               |        |
| T4   | 244 | R. Olympic Club de Charleroi (N1)    | K. Lierse Kempenzonen (II)                | 2-1          |               |        |
| T4   | 245 | Hoogstraten VV (N2)                  | K. FC Dessel Sport (N1)                   | 1-3          |               |        |
| T4   | 246 | Crossing Schaerbeek (N3)             | R. Knokke FC (N1)                         | 3-2          |               |        |
| T4   | 247 | K. SC Blankenberge (WVl-1)           | K. RC Gent (N2)                           | 0-4          |               |        |
| T4   | 248 | K. SK Londerzeel (N2)                | K. VV Thes Sport Tessenderlo (N1)         | 0-2          |               |        |
| T4   | 249 | R. SCUP Dieleghem Jette (N2)         | R. CS Brainois (N3)                       | 2-0          |               |        |
| T4   | 250 | K. FC Heur-Tongeren (N2)             | K. FC Esperanza Pelt (N3)                 | 2-1          |               |        |
| T4   | 251 | R. US Rebecquoise (N2)               | K. FC Sparta Petegem (N2)                 | 0-5          | Forfait       |        |
| T4   | 252 | URSL Visé (N1)                       | La Louvière Centre (N1)                   | 2-1          |               |        |
| T4   | 253 | K. SK Heist (N1)                     | SK Lochristi (N3)                         | 4-0          |               |        |
| T4   | 254 | Renaissance Mons 44 (N3)             | K. OLSA Brakel (N2)                       | 0-1          |               |        |
| T4   | 255 | SC Lokeren-Temse (N2)                | K. SC Wielsbeke (WVl-1)                   | 3-0          |               |        |
| T4   | 256 | K. Bilzerse-Waltwilder VV (Lim-1)    | Union Rochefortoise (N3)                  | 1-2          |               |        |
| T4   | 257 | K. Lyra-Lierse Berlaar (N2)          | RAAL La Louvière (N2)                     | 0-1          |               |        |
| T4   | 258 | Entente Durbuy (N2)                  | RC Kiewit Hadès Hasselt (N2)              | 0-2          |               |        |
| T4   | 259 | FC Ganshoren (N2)                    | FC Verbroedering Dender EH (N1)           | 0-1          |               |        |
| T4   | 260 | K. Rupel Boom FC (N1)                | K. Olympia SC Wijgmaal (N2)               | 4-0          |               |        |
| T4   | 261 | R. Francs Borains (N1)               | K. VV Zelzate (N2)                        | 2-3          |               |        |
| T4   | 262 | K. SC Eendracht Aalst (N2)           | R. JS Taminoise (N3)                      | 1-0          |               |        |
| T4   | 263 | K. VV Ons Genoegen Vorselaar (Anv-1) | R. FC de Liège (N1)                       | 0-3          |               |        |
| T4   | 264 | K. VC Jong Lede (N3)                 | K. Patro Eisden Maasmechelen (N1)         | 2-1          |               |        |
| T4   | 265 | R. FC Warnant (N2)                   | CS Entité Manageoise (N3)()               | 5-2          |               |        |

- Match 242: La partie se termine sans vainqueur et une séance de tirs au but est commencée. Cet exercice ne va pas à son terme car une échauffourée oppose des supporters locaux aux joueurs visiteurs puis s'étend au deux équipes. Des insultes racistes envers un joueur hennuyer[12],[13]. Après examen de l'incident, les instances disciplinaires de la fédération attribuent la vuictoire et la qualification par forfait à l'avantage de la RU St-Ghislain-Tertre-Hautrage[14].
- Match 251: Après avoir bénéficié d'un forfait au tour précédent, la R. US Rebecquoise doit renoncer en raison d'un cas de contamination à la Covid-19 dans son noyau[15].

## Cinquième tour
Le 5e et dernier tour préliminaire concerne 32 clubs, soit 8 clubs professionnels - 2 cercle de Division 1A et 6 de Division 1B ainsi que les 24 rescapés des quatre premiers tours. Parmi ceux-ci, on retrouve 9 cercles de Nationale 1, 11 cercles de Nationale 2, 3 cercles de Nationale 3 et 1 cercle provincial.
Le petit poucet de cet édition est le K. SC Blankenberge qui évolue en 1re Provinciale de Flandre occidentale.
- Les 16 qualifiés atteignent les "Seizièmes de finale" où ils sont assurés d'affronter un club de Jupiler League (et de le recevoir s'ils disposent d'installation ad hoc). Initialement prévues le 6 septembre 2020, ce 5e tour est reprogrammé le 11 octobre, avec certaines rencontres pouvant être avancées au samedi 10.

### Répartition par divisions
- Le Brabant wallon ainsi que la Province de Luxembourg ne sont plus représentés.

| Provinces                       | Total | D1A | D1B | Nat 1 | Nat 2 | Nat 3 | P1 |
| ------------------------------- | ----- | --- | --- | ----- | ----- | ----- | -- |
| Province d'Anvers               | 5     | 0   | 1   | 3     | 1     | 0     | 0  |
| Province du Brabant flamand     | 1     | 1   | 0   | 0     | 0     | 0     | 0  |
| Bruxelles ACFF                  | 3     | 0   | 2   | 0     | 1     | 0     | 0  |
| Province de Flandre-Occidentale | 2     | 0   | 0   | 1     | 0     | 0     | 1  |
| Province de Flandre-Orientale   | 9     | 1   | 1   | 1     | 5     | 1     | 0  |
| Province de Hainaut             | 3     | 0   | 0   | 1     | 1     | 1     | 0  |
| Province de Liège               | 4     | 0   | 1   | 2     | 1     | 0     | 0  |
| Province de Limbourg            | 4     | 0   | 1   | 1     | 2     | 0     | 0  |
| Province de Namur               | 1     | 0   | 0   | 0     | 0     | 1     | 0  |
| TOTAUX                          | 24    | 2   | 6   | 9     | 11    | 3     | 1  |

### Légende
|  | Clubs qualifiés pour les Seizièmes de finale |

### Résultats
| Tour | N°  | Équipe 1                          | Équipe 2                                  | Score 90 min | Score 120 min | T au B |
| ---- | --- | --------------------------------- | ----------------------------------------- | ------------ | ------------- | ------ |
| T5   | 266 | K. VV Thes Sport Tessenderlo (N1) | KM SK Deinze (II)                         | 3-1          |               |        |
| T5   | 267 | Lommel SK (II)                    | K. VV Zelzate (N2)                        | 3-2          |               |        |
| T5   | 268 | Union Rochefortoise (N3)          | RWD Molenbeek (II)                        | 1-8          |               |        |
| T5   | 269 | R. Union St-Gilloise (II)         | K. SK Heist (N1)                          | 4-0          |               |        |
| T5   | 270 | K. VC Westerlo (II)               | RC Kiewit Hadès Hasselt (N2)              | 5-1          |               |        |
| T5   | 271 | K. OLSA Brakel (N2)               | FC Verbroedering Dender EH (N1)           | 2-0          |               |        |
| T5   | 272 | R. FC Warnant (N2)                | R. FC de Liège (N1)                       | 0-1          |               |        |
| T5   | 273 | RAAL La Louvière (N2)             | R. SCUP Dieleghem Jette (N2)              | 2-0          |               |        |
| T5   | 274 | K. VC Jong Lede (N3)              | SC Lokeren-Temse (N2)                     | 0-2          |               |        |
| T5   | 275 | K. SC City Pirates Antwerpen (N2) | K. Rupel Boom FC (N1)                     | 1-2          |               |        |
| T5   | 276 | K. RS Waasland-Beveren SK (I)     | K. FC Sparta Petegem (N2)                 | 3-0          |               |        |
| T5   | 277 | R. Knokke FC (N1)                 | OH Leuven (I)                             | 0-2          |               |        |
| T5   | 278 | URSL Visé (N1)                    | K. FC Dessel Sport (N1)                   | 1-2          |               |        |
| T5   | 279 | R. FC Seraing (II)                | K. SC Blankenberge (WVl-1)                | 6-1          |               |        |
| T5   | 280 | K. FC Heur-Tongeren (N2)          | R. Union St-Ghislain-Tertre-Hautrage (N3) | 3-0          |               |        |
| T5   | 281 | R. Olympic Club de Charleroi (N1) | K. SC Eendracht Aalst (N2)                | 1-1          | 2-1           |        |

## Rescapés par tour selon les divisions
| Division           | Tour 1 | Tour 2 | Tour 3 | Tour 4 | Tour 5 |
| ------------------ | ------ | ------ | ------ | ------ | ------ |
| Division 1A        | -      | -      | -      | -      | 2      |
| Division 1B        | -      | -      | 1      | 1      | 6      |
| Division 1 Amateur | -      | 1      | 16     | 12     | 9      |
| Division 2 Amateur | -      | 48     | 39     | 20     | 11     |
| Division 3 Amateur | 64     | 51     | 23     | 11     | 3      |
| Provinciale 1      | 84     | 39     | 9      | 44     | 1      |
| Provinciale 2      | 45     | 14     | 3      | 0      | -      |
| Provinciale 3      | 25     | 4      | 1      | 0      | -      |
| Provinciale 4      | 3      | 0      | -      | -      | -      |

Pour un article plus général, voir Coupe de Belgique de football 2020-2021.